# Parque Estadual das Dunas (Sergipe)

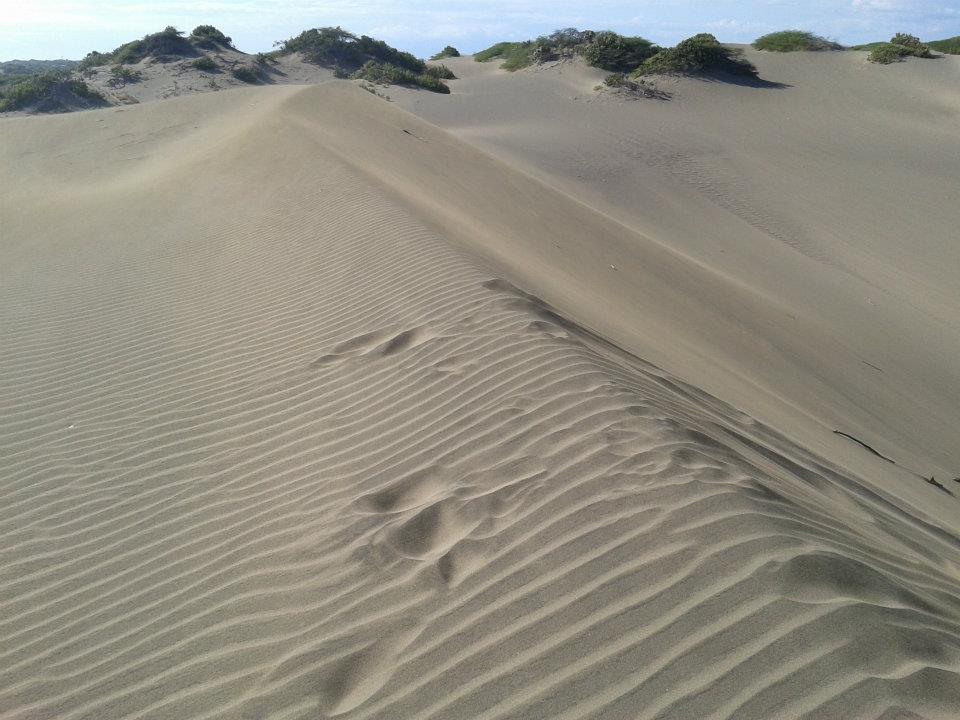
Dunas de areia em uma praia

O Parque Estadual das Dunas é área de conservação ambiental de aproximadamente 5,7 quilômetros de extensão situado entre os municípios de Barra dos Coqueiros e Santo Amaro das Brotas. É de administração da Secretaria Estadual do Meio Ambiente e de Recursos Hídricos (Semarh).